# Condado de Barry (Michigan)
O Condado de Barry é um dos 88 condados do estado americano de Michigan. A sede do condado é Hastings, e sua maior cidade é Hastings.
O condado possui uma área de 1 494 km² (dos quais 54 km² estão cobertos por água), uma população de 56 755 habitantes, e uma densidade populacional de 39 hab/km² (segundo o censo nacional de 2000). O condado foi fundado em 29 de abril de 1829.